# مانوئل دنده
مانوئل دُنده (اسپانیایی: Manuel Dondé‎؛ ۱۹۰۶ – ۱۹۷۶) هنرپیشه اهل مکزیک بود.
او در طول سال‌های فعالیتش در سینما بیشتر در نقشِ شخصیت‌های منفی و بدذات را بازی می‌کرد.
از فیلم‌ها یا مجموعه‌های تلویزیونی که وی در آن‌ها نقش داشته استِ می‌توان به میشل استروگف و زمان مردن اشاره نمود.